# Phoenix: Povestea
Phoenix: Povestea este un film documentar românesc despre formația Phoenix, apărut în anul 2022 și regizat de Cristian Radu Nema în colaborare cu Mimis Ravanis. Filmul marchează împlinirea a șase decenii de activitate pentru formația condusă de Nicu Covaci și a avut premiera de gală la Sala Palatului din București, la 16 octombrie 2022, în prezența fondatorilor și a unor membri marcanți din istoria grupului. În prealabil, pe 5 august, a avut loc o proiecție în avanpremieră, în cadrul Serilor Filmului Românesc de la Iași.
Regizat de cineastul Cristian Radu Nema, filmul spune povestea trupei, așa cum a fost trăită de numeroase generații de fani și transpune cinematografic, la aniversarea a șase decade de activitate, spiritul și mesajul fenomenului cultural Phoenix. Documentarul conține imagini de arhivă unice, niciodată prezentate public sau încorporate în alte materiale video.
Producția se bucură de sprijinul regizorului Ioan Cărmăzan, președinte UARF, precum și cel al regizorului Dan Chișu, care au oferit imagini de arhivă din perioade importante ale trupei. Actorul Rareș Andrici are rolul de narator al filmului. La acest proiect și-au mai adus aportul artistul scenograf Oana Cocea, istoricul muzicii rock Doru „Rocker” Ionescu, Palatul Național al Copiilor din București. Partenerul filmului este UPFAR-ARGOA (Uniunea Producătorilor de Film și Audiovizual din România).

## Premiera de gală
Lansarea filmului a reprezentat un eveniment de deosebită anvergură culturală, fiind prezenți membrii din toate generațiile. Evenimentul a avut loc cu participarea extraordinară a liderului formației, fondatorul Nicu Covaci și a membrului fondator Mony Bordeianu, a membrilor formulei consacrate – Mircea Baniciu, Costin Petrescu, Valeriu Sepi, Mani Neumann, dar și a formulei actuale.
Amfitrionul evenimentului a fost Laurențiu Damian, președintele Uniunea Cineaștilor din România.

## Despre film
„Toți cei care au venit în Phoenix s-au identificat cu mesajul clar al Phoenix-ului, din convingere și talent. Au fost și oameni sensibili, de aceea au putut să transmită energie și să creeze fenomenul de rezonanță. Este fenomenul decisiv: rezonanța între noi și public. Asta înseamnă că mesajul a fost transmis corect. Cristian și întreaga echipă au făcut niște eforturi extraordinare pentru a putea realiza acest film. Scopul definitiv și decisiv al formației este de a încuraja lupta pentru bine. Iar acest film reușește să transmită acest lucru”, a precizat liderul trupei Phoenix, Nicolae Covaci.
„Trupa a renăscut de fiecare dată din propria cenușă, iar povestea fenomenului Phoenix nu are nici început și nici sfârșit. Principalul scop al documentarului este de a insufla tuturor generațiilor de fani această emoție a transmutației, puterea de a depăși orice obstacol, păstrând aproape valorile fundamentale: importanța tradițiilor, tăria de caracter, curajul de a explora necunoscutul. Principiul călăuzitor al transformării Phoenix este reînnoirea, însă forța schimbării nu poate veni decât din interior”, afirmă regizorul Cristian Radu Nema.
„Filmul a fost o poveste filosofică. Toate fazele acelea admirabile creează o nostalgie nemăsurată. Impresia mea este că până în final filmul e foarte, foarte frumos. Are viață. Asta înseamnă ca nu s-a muncit de pomană. Pentru cei care nu știu despre ce e vorba e important să afle care a fost ideea de la care a plecat Phoenix-ul și ce s-a întâmplat după aceea. A venit cavalcada asta de imagini care și mie mi-au trezit emoții aproape de lacrimi, multe dintre ele nu le-am văzut și m-au dus înapoi în timp. Fiecare dintre noi, cei care am participat activ la nebunia asta, am fi putut reacționa în felul ăsta. Filmul e sentimental. Nu știu cum poate să îl perceapă unii care nu au participat la idee, deși sunt foarte mulți care au participat, vrând nevrând, sau care n-au fost incluși în trupă, dar care, din afară, au simțit ceea ce trebuiau să simtă”, spune Mircea Baniciu, fostul solist Phoenix.

## Turneul Național 2022
Miile de oameni prezenți în cele 8 orașe din prima parte a Turneului Național au demonstrat și confirmat cu desăvârșire simbolul versurilor eminesciene care încheie filmul: „dar ideea, chiar și de vrea, nu poate să mai moară”. 
Ca urmare a succesului premierei de gală, ce a avut loc la Sala Palatului în data de 16 octombrie și care a reunit întreaga familie Phoenix, filmul „PHOENIX – Povestea” a fost prezentat în 8 proiecții speciale, în cadrul unui turneu național organizat în luna decembrie 2022. Turneul a fost lansat la Alba Iulia, de Ziua Națională a României și a inclus proiecții în Cluj-Napoca, București, Timișoara, Brașov, Iași, Constanța și Galați. Alături de membrii trupei au fost prezenți regizorul Cristian Radu Nema și producătorul Bianca Beatrice Michi.
„Cel mai important este ceea ce transmite filmul. El explică publicului ce-am făcut dar mai ales de ce am făcut în acest timp. Am un mare respect pentru gestul făcut de Cristian Radu Nema, care a avut inițiativa să facă acest film. Acesta e sensul artei, când crează o stare emoțională. Pe care trebuie să o avem. Trebuie să fii serios și să crezi în ceea ce faci.”, afirmă liderul trupei, Nicu Covaci.
- 1 decembrie, Alba Iulia – Casa de Cultură a Studenților, cu participarea lui Nicu Covaci
- 5 decembrie, Cluj-Napoca – Cinema „Florin Piersic”, în prezența lui Nicu Covaci
- 6 decembrie, București – Biblioteca Centrală Universitară „Carol I”, în prezența lui Nicu Covaci și a lui Ovidiu Lipan Țăndărică
- 7 decembrie, Timișoara – Cinema Victoria, în prezența lui Nicu Covaci, Ovidiu Lipan Țăndărică și Valeriu Sepi
- 8 decembrie, Brașov – Cinema One Laserplex, în prezența lui Nicu Covaci și a lui Ovidiu Lipan Țăndărică
- 9 decembrie, Iași – Cinema Ateneu, cu participarea lui Nicu Covaci și în prezența lui Ovidiu Lipan Țăndărică
- 10 decembrie, Constanța – Centrul „Jean Constantin”, în prezența lui Nicu Covaci și Costin Adam
- 11 decembrie, Galați – Cinema „Ioan Manole”, în prezența lui Nicu Covaci

„Dragostea cu care fiecare dintre noi, românii, i-au învăluit pe Creatorii acestui fenomen Phoenix se reflectă în fiecare îmbrățișare și lacrimă care a fost adresată, personal, în fiecare dintre orașe. Au fost prezente personalități culturale, oficialități locale, însă, alături de fiecare dintre cei din sală, au demonstrat că în fața Phoenixului, noi, cu toții, suntem publicul lor. Acest public a avut șansa să le mulțumească personal pentru bucuria transmisă în zeci și zeci de ani. A avut posibilitatea sa le promită și să confirme ca mesajul, spiritul și ceea ce ei au creat nu va dispărea niciodată. Acesta este primul film dedicat Phoenix-ului. Așa cum și pentru Beatles sau Rolling Stones au fost dedicate multe producții cinematografice, îmi doresc să existe încă 20 de filme care să evoce o creație ce nu va fi egalată vreodată. N-are relevanță durata filmului, raportată la existența trupei. Dacă producția ar fi durat și câteva minute și ar fi reușit să trezească același sentiment pe care opera phoenicsiană o face, erau suficiente. Pentru că totul se rezumă la sentiment.” a descris turneul regizorul filmului, Cristian Radu Nema.
„Prin imaginile poetice cristalizate în cântec, Phoenix alcătuiește o întreagă ontologie în care ființa apare în situația sa originară și apoi capătă atribute diversificându-se într-un complex de ipostaze neașteptate și pitorești. Prin trecerea de la general la individual, prin abordarea unor teme ancestrale, folclorice și transpunerea acestora într-un limbaj contemporan puternic, specific muzicii rock, fenomenul Phoenix se desprinde încet de elementul național și glisează către marele ideal al universalității” Bianca Beatrice Michi, producător și coscenarist.

## Proiecție de Gală la Chișinău
În 14 martie 2023, la Cinematograful Patria - „Emil Loteanu” a avut loc proiecția de gală a filmului.
Confirmarea supremă că Phoenix este fenomenul ce transcede limitelor de timp și spațiu, fie ele simbolice sau fizice, anulând orice tip de granițe, s-a întâmplat la Chișinău. Fondatorul Nicu Covaci și regizorul Cristian Radu Nema au fost întâmpinați de cele mai importante personalități cuturale din Republica Moldova într-un eveniment organizat impecabil de Dulcinella Moldova.
„Cântece îmi sună și acum în memorie. Atunci când s-au lansat ei în anii 60-70 și când piesele lor erau în prim plan difuzate la radio, iar postul de radio românesc îl puteam asculta pe-ascuns.” Petru Hadârcă, director al Teatrului Național „Mihai Eminescu”
„Sigur că aceste melodii nu se găseau în magazinele de muzică de la noi. De aceea, unica posibilitate de a le asculta era să înregistrăm de pe un disc adus din afară sau să facem rost de o casetă mai târziu și să le copiem.” Virgiliu Mărgineanu, producător de film, Republica Moldova
„Așteptarea este de întâlnire cu tinerețea proprie. Sigur că Phoenix este deja o epocă, un fenomen. Așteptarea este legată și de a-l auzi pe Nicu Covaci. Au pus în evidență cuvântul propriu-zis. Alții îl bolmojesc, nu îl mai auzi nimic, nu auzi text. Chiar dacă îl auzi, mai bine să nu-l auzi. Totuși la ei este o coerență și o cultură.” Ion Hadârcă, poet, Repblica Moldova

## Turneul Național 2023
- 18 martie, Brașov  – Cinema Astra, în cadrul Festivalului de Film Românesc CinemaUniT, Brașov, în prezența lui Nicu Covaci[17][18]
- 25 martie, Târgu Mureș – Palatul Culturii Târgu Mureș, în prezența lui Nicu Covaci[19]
- 26 martie, Bistrița - Cinema Dacia, în prezența lui Nicu Covaci
- 27 martie, Zalău - Cinema Scala, în prezența lui Nicu Covaci[20][21][22]
- 28 martie, Oradea - Cinema Palace, în prezența lui Nicu Covaci[23][24][25]
- 29 martie, Arad - Cinema Arta, în prezența lui Nicu Covaci[26]
- 30 martie, Sibiu - Cinema Arta, în prezența lui Nicu Covaci
- 31 martie, Târgu Jiu - Cinema „Sergiu Nicolaescu”, în prezența lui Nicu Covaci
- 01 aprilie, Craiova - Cinema Patria , în prezența lui Nicu Covaci
- 02 aprilie, Pitești - Filarmonica Pitești, în prezența lui Nicu Covaci[27]
- 03 aprilie, Râmnicu Vâlcea - Teatrul „Anton Pann”, în prezența lui Nicu Covaci[28]
- 02 mai, Vaslui - Happy Cinema, în prezența lui Nicu Covaci[29][30]
- 19 august, Sebeș - Parcul Tineretului, urmat de un concert al trupei Phoenix[31][32]

## Turneul Internațional 2023[33][34]
- 14 iunie, Paris - Palatul Béhague – în cadrul Ambasadei României în Franța[35][36]

„Povestea trupei PHOENIX a continuat la Ambasada României de la Paris cu o seara excepțională în care comunitatea românească din Franța a putut să vizioneze, cu multă emoție, proiecția specială a filmului "PHOENIX - Povestea", în regia lui Cristian Radu Nema, produs de Bianca Beatrice Michi și cu participarea extraordinară a lui Nicu Covaci care a mișcat publicul prezent cu melodii consacrate. Mesajul continuității, a unei punți între comunități și generații, a renașterii și a unei identități puternice în diversitate, a fost prezent pe întreg parcursul serii.” - Ambasada României în Franța
„Povestea Phoenix a ajuns și la Paris, unde am avut onoarea să o vizionez cu mare emoție și nostalgie, la Ambasada României de la Paris, Palatul Behague. Filmul descrie în mod excepțional cei 60 de ani de existență ai faimoasei trupe Phoenix, devenitā simbol national. Emoțiile au fost cu atât mai mari cu cât acestea au fost alimentate și de prezența genialului fondator al trupei, Nicu Covaci, care este un OM remarcabil! Ceea ce m-a impresionat este dorința lui de a transmite generațiilor următoare know-how-ul lui și de a continua povestea Phoenix în afara timpului. Câtă generozitate! Mi-ar permis să visez pentru câteva momente la o școală Phoenix. Ar fi fantastic! Stilul lor muzical este unic și ne reprezintă atât de bine!” - Ruxandra Șerban, antreprenor, producător de film și actriță.
- 16 iunie, Londra - Sala Cornelius
- 19 iunie, Madrid - Ambasada României în Regatul Spaniei[38]

„Muzica este magia care reușește să semene în inimile noastre semințele binelui și ale toleranței, ținându-ne departe de ură și intoleranță. În calitate de ambasador al României, sunt foarte mândru să văd cultura și muzica țării mele recunoscute și celebrate în Spania și în întreaga lume. Sper că acest film va inspira mai mulți oameni să exploreze cultura și muzica României, în cazul de față, o combinație atractivă de rock, folk și muzică tradițională românească.Muzica trupei Phoenix a fost aclamată pentru originalitatea sa, pentru curajul de a intona imnul libertății într-un regim totalitar, și pentru capacitatea de a aduce oamenii împreună, așa cum ne-a adus și pe noi astăzi laolaltă, la Ambasada României în Spania." ambasadorul României în Regatul Spaniei, George Bologan, prezent la eveniment.
- 02 iulie, Roma - Villaggio Romeno -Villa Fornarola[39][40][41][42]

Cultura doboară toate frontierele și unește spiritele. Prin proiecția filmului, s-au creat punți între oameni, punți între culturi, punți între generații și peste timp. Evenimentul de marcă, găzduit și organizat la Villa Fornarola de Asociația „Villaggio Romeno” din Pavona l-a avut ca protagonist pe fondatorul formației, Nicu Covaci, însoțit de regizorul Cristian Radu Nema și de producătorul Bianca Beatrice Michi. Numeroase au fost oficialitățile prezente la eveniment: Raluca Eclemea, consilier la Ambasada României în Italia, pr. Eduard Dascălu, în reprezentanța PS Atanasie de Bogdania, de la Episcopia Ortodoxă a României în Italia, Tiziano Mariani, responsabil Activități productive și consilier al Primăriei din Castel Gandolfo, Emanuela Cerini, consilier în aceeași instituție, Umberto Gambucci, consilier în Primăria Albano Laziale, pr. Daniel Surubaru, de la parohia ortodoxă românească din Pavona.
“A fost o întâlnire cu o legenda muzicii rock, emoție în forma pură. O dată cu vizionarea filmului pot spune că am completat tabloul informațiilor despre ceea ce a însemnat și înseamnă trupa Pheonix. O legendă de peste 60 de ani de spectacole, de cântece – mesagere ale dorinței de libertate. După mai bine de 17 ani departe de țară, am avut onoarea să îmi odihnesc inima în brațele marelui Nicu Covaci”, a povestit Maricica Lăcrămioara Niță, scriitoare română stabilită în Italia. 
Atmosfera creată la Villa Fornarola prin vizionarea filmului, prin intensitatea scenelor și bogăția momentelor muzicale, a fost una cu totul specială. Românii care au crescut cu Phoenix, au avut ocazia să retrăiască momente din studenție cu lacrimi în ochi, iar tinerii care au cunoscut melodiile formației abia aici, în Italia, au descoperit cât de actuală e muzica și cât de modern e mesajul formației.”, organizatorii Asociația „Villaggio Romeno”

## Echipa
- Regia: Cristian Radu Nema
- Coregizor: Mimis Ravanis
- Producători: Bianca Beatrice Michi, Nicolae Covaci, Cristian Radu Nema
- Montaj: Cristian Radu Nema
- Scenografie: Oana Cocea
- Muzică: Nicolae Covaci, Josef Kappl
- Sound design: Matei Vasilache
- Narator: Rareș Andrici
- Muză: Andra Brebu
- Imagini de arhivă: Ioan Cărmăzan, Dan Chișu
- Consilier științific: Doru „Rocker” Ionescu
- Avocat: Cristian-Ionuț Colan [44]

## Legături externe
- Pagina filmului Phoenix: Povestea la Internet Movie Database
- Pagina filmului Phoenix: Povestea pe site-ul Cinemagia.ro